# Nevil Maskelyne (Astronom)

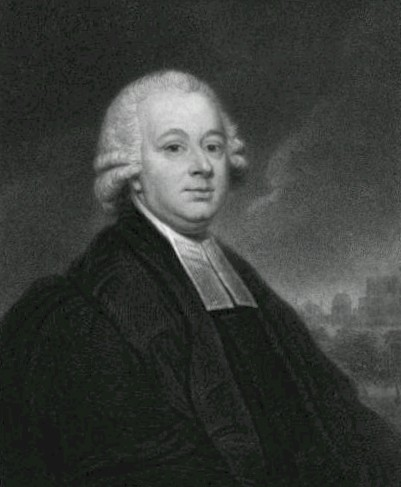
Nevil Maskelyne

Nevil Maskelyne (* 6. Oktober 1732 in London; † 9. Februar 1811 in Greenwich) war Mathematiker und Astronom und von 1765 bis 1811 britischer Hofastronom („Astronomer Royal“).

## Leben
Maskelyne war der dritte Sohn von Edmund Maskelyne und seiner Frau Elizabeth Booth. Zutiefst beeindruckt von der Sonnenfinsternis, die er am 25. Juli 1748 beobachten konnte, entschloss sich Maskelyne, sein Leben der Astronomie zu widmen. Er ging 1749 nach Cambridge, wo er 1754 am Trinity College graduierte und 1757,  1768, und 1777 weitere akademische Grade erwarb. Ab 1755 stand er in engem Kontakt mit James Bradley, den er bei der Berechnung seiner Refraktionstabelle unterstützte. 1758 wurde er Mitglied der Royal Society, die ihn 1761 beauftragte, den Venus-Transit vom 6. Juni auf St. Helena zu beobachten.
Seinen Vorschlägen von 1760, gleichzeitig die Parallaxen des Sirius und des Mondes beobachten zu lassen, wurde nicht stattgegeben. Die gewünschten Beobachtungen waren ohnedies nicht möglich, da der Himmel bedeckt war, aber auch das Gerät einen Defekt hatte. Eine technische Verbesserung, die Maskelyne daraufhin entwickelte, wurde bald darauf allgemein eingesetzt. Auf dem Hin- und Rückweg befasste er sich mit Studien zur Bestimmung der geographischen Länge auf See unter Nutzung von Monddistanzen. Vom Board of Longitude zur Überprüfung von John Harrisons Modell 4 bestellt, nahm er 1763 als Schiffskaplan auf der HMS Louisa in Begleitung von Charles Green, Assistent am Observatorium, an der Testfahrt nach Barbados teil, deren Ergebnisse er im Dezember 1764 der Royal Society vortrug.
Am 26. Februar 1765 folgte Maskelyne dem verstorbenen Nathaniel Bliss als fünfter „Astronomer Royal“ und war dadurch mit der Erstellung des 1763 von ihm selbst vorgeschlagenen Nautical Almanac betraut. Der erste, für 1767, erschien 1766, und Maskelyne sollte noch weitere 45 Ausgaben betreuen. Ein von ihm entworfenes Rechenschema zum sicheren Umgang mit den Tabellen verkaufte sich sofort 10.000 Mal und wurde bis 1802 zweimal nachgedruckt. Auch empfahl er mit Erfolg der Regierung, Beobachtungen des Observatoriums zum öffentlichen Eigentum zu erklären und jährlich zu publizieren. Von 1776 bis 1811 erschienen bisherige Beobachtungen in vier Bänden und konnten fortan weltweit genutzt werden. Durch Organisationstalent schaffte er die im Observatorium anfallenden Arbeiten (die Katalogisierung von rund 90.000 Notizen) mit einem einzigen Assistenten. Er beschränkte sich dazu auf Sonne, Mond, Planeten und 36 ausgewählte Fixsterne, die er bis 1790 in einem Referenzkatalog erfasste. Praktische Verbesserungen, wie etwa die Bestimmung von Meridiandurchgängen mit einer Genauigkeit von Zehntelsekunden, die Anschaffung achromatischer Linsensysteme, beides ab 1792, gingen auf Maskelynes Betreiben zurück. Auch für Hadleys Quadrant, dem 1731 erfundenen Vorläufer des Sextanten, fand er eine technische Verbesserung, die später beibehalten wurde.
Im Jahr 1772 schlug er der Royal Society das Schiehallion-Experiment vor, um durch die auf zwei Pendel wirkende Massenanziehung eines Berges die Dichte der Erde zu bestimmen, und führte es 1774 in monatelanger Arbeit am schottischen Berg Schiehallion durch, was ihm 1775 die Copley-Medaille eintrug. Auch mit geodätischen Untersuchungen setzte Maskelyne sich auseinander, insbesondere mit der Vermessung der Längenminute in Maryland und Pennsylvania, die Charles Mason und Jeremiah Dixon in den Jahren 1766 bis 1768 durchführten, und mit Debatten über Längen und Breiten der Observatorien von Paris und Greenwich.

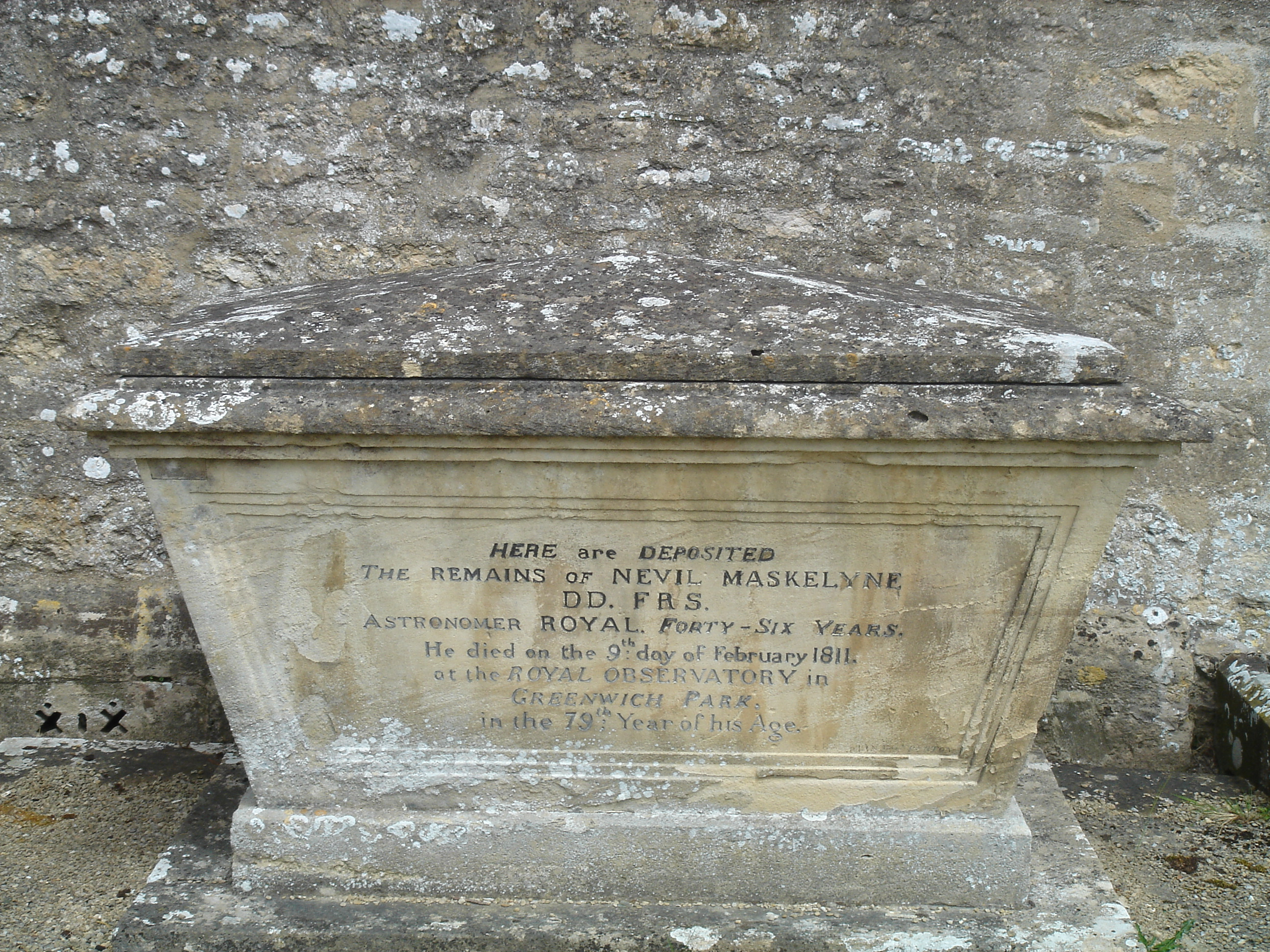
Maskelynes Grabmal in Purton, Wiltshire

Tobias Mayers Mondtafeln korrigierte er anhand von Ergebnissen aus Mansons Vermessungsarbeit und brachte 1787 die endgültige Fassung heraus. Sein Aufsatz über die Zeitgleichung erschien in Daniel Bernoullis Recueil pour les astronomes (1771). Seine Beobachtungen des Transits von 1769 wurden 1770 der American Philosophical Society, Philadelphia übermittelt. 1792 gab er Brook Taylors Logarithmentafeln heraus, und 1806 Thomas Earnshaws Ausführungen zum Bau von Chronometern. Auf dem wegen Maskelynes Drängen veröffentlichten Datenmaterial beruhten etwa die Sonnentafeln von Jean-Baptiste Joseph Delambre und Tobias Bürgs Mondtafeln von 1806 und eine spätere Arbeit John Herschels.
1788 wurde Maskelyne in die American Academy of Arts and Sciences gewählt, 1802 wurde er zu einem von acht ausländischen Mitgliedern der französischen Académie des sciences erwählt. Seit 1776 war er Ehrenmitglied der Russischen Akademie der Wissenschaften in St. Petersburg und seit 1784 Mitglied der Royal Society of Edinburgh. Der schier unermüdliche Maskelyne starb im Alter von 79 Jahren am 9. Februar 1811 im Observatorium.
Maskelyne hatte 1785 geheiratet, war Vater einer Tochter und Großvater von Nevil Story Maskelyne, Professor für Mineralogie in Oxford von 1856 bis 1895, sowie von John Nevil Maskelyne, dem berühmtesten englischen Zauberkünstler seiner Zeit. Eine Schwester Nevil Maskelynes heiratete Lord Clive.
Der Mondkrater Maskelyne ist nach ihm benannt.

## Maskelyne und das Längengradproblem
Die Bestimmung der geographischen Länge ist prinzipiell einfach: Sie ergibt sich aus der Differenz zwischen der Uhrzeit eines Referenzmeridians und der lokalen Uhrzeit. Jeweils eine Stunde Zeitdifferenz entspricht 15 Längengraden (360 Grad dividiert durch 24 – die Zeit, in der die Erde sich einmal um ihre Achse dreht). Die praktische Ermittlung dieser Zeitdifferenz ist dagegen relativ schwierig. Schon im Altertum und in der frühen Neuzeit wurde sie anhand von zeitlich genau bestimmbaren Phänomenen, die an mehreren Orten beobachtet werden konnten (vor allem Sonnenfinsternissen) praktiziert, war jedoch relativ ungenau, weil z. B.  die wesentlichen Zeitpunkte – wie Eintritt der Mondscheibe vor der Sonne – nicht unbedingt exakt beobachtet werden konnten.
Grundsätzlich konnte das Problem auf zwei Arten gelöst werden: Durch Zeit-(Uhren-)Transport, indem man einfach die Zeit des Bezugsmeridians mit auf die Reise nahm. Das wurde 1530 von Gemma R. Frisius erstmals vorgeschlagen (da erst dann transportable Uhren gebaut wurden); dies ist im Prinzip der Weg, der im 18. Jahrhundert von John Harrison und seinen französischen Konkurrenten (Pierre Le Roy und Ferdinand Berthoud) eingeschlagen wurde. Die andere – im Prinzip lange bekannte – Möglichkeit, die Ortszeit eines bestimmten Himmelsphänomens am Bezugsmeridian und am lokalen Meridian zu vergleichen (z. B. einer Sonnenfinsternis) wurde 1514 von Johannes Werner dahin präzisiert, dass er vorschlug, den Ort des Mondes als das zeitlich bestimmte Phänomen zu nehmen und diesen Ort anhand des Abstands zu bestimmten Fixsternen zu bestimmen (Monddistanzmethode). Der Mond bot sich insofern an, als er auf dem Hintergrund des Fixsternhimmels pro Stunde ca. 1/2 Grad weiterwandert, weswegen sein aktueller Ort eine genaue Zeitbestimmung ermöglicht. Allerdings waren die damals existierenden Ephemeriden für diese Aufgabe zu ungenau, was daran lag, dass die Ephemeriden der Mondbewegung völlig unzureichend waren, weil nicht nur die mathematische Theorie unzureichend, sondern auch die Beobachtungsdaten zu ungenau waren.
Das änderte sich erst im späteren 18. Jahrhundert. Seit Tycho Brahe und mit der Einrichtung des Royal Observatory in Greenwich sowie durch verbesserte Beobachtungsinstrumente waren präzisere Daten sowohl für die Fixsterne als auch für die Mondpositionen gewonnen. Den Durchbruch brachten die Arbeiten des Göttinger Professors Tobias Mayer, der auf der Grundlage der Newtonschen Theorie und eigener Beobachtungen in der Lage war, Mondephemeriden zu berechnen, die eine präzise Voraussage der Mondposition für den Bezugsmeridian (Greenwich) enthielten. Mayer übersandte seine Tafeln 1754 an das Board of Longitude; die Genauigkeit seiner Ephemeriden wurde in den nächsten Jahren von dem königlichen Astronomen James Bradley überprüft, der zu dem Schluss kam, dass sie bereits die Bedingungen des Preisgeldes des Longitude Act von 1714 für eine genaue Längenbestimmung auf 1/2 Grad erfüllten. Maskelyne, der zu der Zeit noch keine Position am Greenwicher Observatorium hatte, wurde 1760 beauftragt, den Venusdurchgang auf St. Helena zu beobachten. Diese Reise benutzte er, um die Mayerschen Tafeln auf ihre Brauchbarkeit für die Längenbestimmung mithilfe der Monddistanzmethode zu testen. Seine Ergebnisse waren so positiv, dass damit nach seiner Überzeugung eine brauchbare Methode für die Längenbestimmung auf See vorlag. Um den Seeleuten die Anwendung der Monddistanzmethode zu erleichtern, veröffentlichte er 1763 den „British Mariner's Guide“, in dem die Methode erläutert und die nötigen Tafeln enthalten waren.
1763 unternahm er auf Aufforderung des Board of Longitude eine Reise nach Barbados in der 'Princess Louisa", um die Brauchbarkeit der Monddistanzmethode (und eines "Marine chair" des Erfinders Irwin) unter Beweis zu stellen. Auch hier stellte sich die Geeignetheit der Monddistanzmethode zur ausreichenden Bestimmung  der geographischen Länge heraus. Maskelyne berichtete dies dem Board of Longitude, das daraufhin Tobias Mayer (bzw. seiner Witwe, da dieser inzwischen gestorben war) das halbe Preisgeld von 5.000 Pfund zusprach. Entgegen den – man muss sagen: maliziösen – Behauptungen der Familie Harrison, die das Preisgeld für sich gewinnen wollte, erhielt Maskelyne kein Preisgeld. Dass er sich den – mit Verve und über Jahre vorgetragenen – Ansprüchen der Harrisons böswillig entgegengestellt habe, ist eine Fabel, die allerdings in den letzten Jahrzehnten aufgrund eines – zugegebenermaßen gut geschriebenen – Buchs einer amerikanischen Journalistin und eines geschichtsklitternden Films weite Verbreitung gefunden hat. Tatsächlich hatte Maskelyne keinerlei Aversion gegen die Harrisons trotz ihrer wiederholten ehrabschneidenden Anwürfe; er hat sogar die Aufnahme von Harrisons Sohn Wiliam in die Royal Society befürwortet. Die Zurückhaltung Maskelynes hinsichtlich der Harrisonschen Uhren erklärt sich daraus, dass sich hier einerseits eine mechanische Lösung, die offensichtlich teuer und nur mit großem zeitlichen Aufwand in größeren Mengen herzustellen war und deren Prinzipien vom Schöpfer nicht bzw. nur auf Drängen erklärt wurden, und andererseits eine preiswerte – nämlich durch Druckwerke schnell und in hoher Stückzahl verfügbare – Lösung gegenüberstanden. Als öffentlich Bedienstetem war für Maskelyne offensichtlich, welcher Methode der Vorzug für die Versorgung der Hunderte von Schiffen umfassenden englischen Flotte zu geben war.

## Schriften
- A Proposal for Discovering the Annual Parallax of Sirius, 1760
- Arbeiten zu den Beobachtungen des Venusdurchgangs, 1761/1769
- Über Gezeiten in St Helena, die er zehn Monate lang genau beobachtet hatte. 1762
- The British Mariner’s Guide. London 1763. Diese Ausgabe enthielt Maskelynes Vorschlag, in Zukunft für jeweils ein Jahr vorausberechnete Tabellen zu veröffentlichen, um die Positionsbestimmung auf See zu erleichtern, und war der Grundstein zum Nautical Almanac.
- Über verschiedene astronomische Beobachtungen auf St. Helena und Barbados. 1764
- Nautical Almanac (für 1767) 1766; 45 weitere Jahrgänge.

## Sonstiges
Der mit 23 Kilometer Durchmesser größte Mondkrater im Mare Tranquillitatis (2° 12' N 30° 06' O) wurde nach Maskelyne benannt. Gleiches gilt für die Maskelyne-Passage in der Antarktis sowie die Maskelyne-Inseln in Vanuatu.